# التاريخ العسكري لفرنسا
يحفل التاريخ العسكري لفرنسا بصراعات امتدت لأكثر من 2000 عام في فرنسا الحديثة وأوروبا ومناطق أخرى من جميع أنحاء العالم.
وفقًا للمؤرخ البريطاني نيال فيرغسون، شارك الفرنسيون في 50 من أصل 125 حربًا أوروبية كبرى منذ عام 1495؛ أكثر من أي دولة أوروبية أخرى. يليهم النمساويون الذين شاركوا في 47 حربًا، والإسبان الذين شاركوا في 44، والإنجليز الذين شاركوا في 43. بالإضافة إلى ذلك، من بين جميع النزاعات الموثقة التي حدثت منذ عام 387 قبل الميلاد، شاركت فرنسا في 168 منها، وفازت في 109، وخسرت 49، وتعادلت في  10؛ وبذلك أصبحت فرنسا القوة العسكرية الأكثر نجاحًا في تاريخ أوروبا.
دارت أولى الحروب الكبرى الموثقة في أراضي فرنسا الحديثة حول الصراعات الرومانية - الغالية التي استمرت من 60 إلى 50 قبل الميلاد، والتي انتصر الرومان فيها في النهاية بعد حملات يوليوس قيصر. بعد انهيار الإمبراطورية الرومانية، سيطرت قبيلة جرمانية تعرف باسم الفرنجة على بلاد الغال بعد هزيمة القبائل المتنافسة. كانت «أرض فرنسيا»، التي اشتق منها اسم فرنسا لاحقًا، نقطة توسع مهمة في عهد الملكين كلوفيس الأول وشارلمان، اللذان أسسا نواة الدولة الفرنسية المستقبلية. في العصور الوسطى، أدت المنافسات مع إنجلترا إلى نشوب صراعات كبرى مثل غزو النورمان وحرب المائة عام. بامتلاكها نظامًا ملكيًا مركزيًا، وأول جيش دائم منذ العصر الروماني، وسلاح المدفعية، طردت فرنسا الإنجليز من أراضيها وخرجت من العصور الوسطى بصفتها أقوى دولة في أوروبا، لكنها فقدت هذه المكانة لصالح الإمبراطورية الرومانية المقدسة وإسبانيا بعد الهزيمة في الحروب الإيطالية. أصابت الحروب الدينية فرنسا بالشلل في أواخر القرن السادس عشر ، لكن الانتصار الكبير على إسبانيا في حرب الثلاثين عامًا جعل منها أقوى دولة في القارة مرة أخرى. بالتوازي مع ذلك، طورت سياستها الاستعمارية الأولى في آسيا وإفريقيا والأمريكتين. في عهد لويس الرابع عشر، حققت فرنسا تفوقًا عسكريًا على منافسيها، لكن تصاعد الصراعات ضد تحالفات العدو القوية بشكل متزايد كبح الطموحات الفرنسية وترك المملكة مفلسة في بداية القرن الثامن عشر.
نجحت الجيوش الفرنسية في تحقيق انتصارات في صراعات السلالات ضد الإسبان والبولنديين والنمساويين. في الوقت نفسه، صدت فرنسا كل الهجمات على مستعمراتها. أدت المنافسة الشرسة مع بريطانيا العظمى في القرن الثامن عشر إلى نشوب حرب السنوات السبع، التي فقدت فيها فرنسا ممتلكاتها في أمريكا الشمالية. واست فرنسا نفسها من خلال فرض هيمنتها في أوروبا وتقديم المساعدات للحرب الثورية الأمريكية بشكل مكثف على هيئة أموال وسلاح، وأدت المشاركة المباشرة لجيشها وقواتها البحرية إلى استقلال الولايات المتحدة. أدت الاضطرابات السياسية الداخلية في النهاية إلى نشوب صراع استمر 23 عامًا تقريبًا تمثل في الحروب الثورية الفرنسية والحروب النابليونية. بلغت فرنسا أوج قوتها خلال هذه الفترة، وسيطرت على القارة الأوروبية بطريقة غير مسبوقة بقيادة نابليون بونابرت. بحلول عام 1815، عادت إلى نفس الحدود التي كانت تسيطر عليها قبل الثورة. شهد ما تبقى من القرن التاسع عشر صعود الإمبراطورية الاستعمارية الفرنسية الثانية بالإضافة إلى التدخلات الفرنسية في بلجيكا وإسبانيا والمكسيك. خاضت فرنسا حروبًا كبرى أخرى ضد روسيا في شبه جزيرة القرم، والنمسا في إيطاليا، وبروسيا داخل فرنسا نفسها.
بعد الهزيمة في الحرب الفرنسية البروسية، اندلع الصراع الفرنسي الألماني مرة أخرى في الحرب العالمية الأولى، وانتصرت فرنسا وحلفاؤها هذه المرة. أدى الاضطراب الاجتماعي والسياسي والاقتصادي في أعقاب الصراع إلى اندلاع الحرب العالمية الثانية، حيث هُزم الحلفاء في معركة فرنسا ووقعت الحكومة الفرنسية هدنة مع ألمانيا. في النهاية، انتصر الحلفاء بمن فيهم القوات الفرنسية الحرة بقيادة حكومة في المنفى على دول المحور. نتيجة لذلك، ضمنت فرنسا احتلال منطقة في ألمانيا ومقعدًا دائمًا في مجلس الأمن التابع للأمم المتحدة. مهدت ضرورة تجنب صراع فرنسي ألماني ثالث بحجم الحربين العالميتين الطريق للاتحاد الأوروبي بدءًا من الخمسينيات. أصبحت فرنسا قوة نووية، ومنذ أواخر القرن العشرين، تعاونت بشكل وثيق مع حلف الناتو وشركائه الأوروبيين.

## السياسة السائدة
في القرون القليلة الماضية، كان التفكير الاستراتيجي الفرنسي مدفوعًا في بعض الأحيان بالحاجة إلى بلوغ أو الحفاظ على ما يسمى بـ «الحدود الطبيعية»، وهي جبال البرانس إلى الجنوب الغربي، وجبال الألب إلى الجنوب الشرقي، ونهر الراين إلى الشرق. بدءًا من عهد الملك كلوفيس، حققت 1500 عامًا من الحرب والدبلوماسية معظم هذه الأهداف. لم تُحدد الحرب مع القوى الأوروبية الأخرى دائمًا من خلال هذه الاعتبارات، وغالبًا ما وسع حكام فرنسا سلطتهم القارية إلى ما هو أبعد من هذه الحواجز، وعلى الأخص في عهد شارلمان ولويس الرابع عشر ونابليون. تميزت فترات الصراع المستمر هذه بمعاييرها واتفاقياتها الخاصة، لكنها تطلبت قيادة مركزية قوية للسماح بتوسيع الحكم الفرنسي. نشأت الصراعات العسكرية المهمة في تاريخ البشرية نتيجة للصراع بين الشعوب الفرنسية والقوى الأوروبية الأخرى. استمر التنافس الأنجلو-فرنسي على الهيمنة في أوروبا والعالم لعدة قرون، بينما تطلب التنافس الفرنسي الألماني الأخير حربين عالميتين لتحقيق الاستقرار بين البلدين.
في أوائل القرن السادس عشر، تركزت معظم الجهود العسكرية الفرنسية لتأمين ممتلكاتها في الخارج وإخماد المعارضة بين المستعمرين الفرنسيين والسكان الأصليين. انتشرت القوات الفرنسية في جميع أنحاء إمبراطوريتها للتعامل مع السكان المحليين في المقام الأول. تفككت الإمبراطورية الاستعمارية الفرنسية في نهاية المطاف بعد المحاولة الفاشلة لإخضاع القوميين الجزائريين في أواخر الخمسينيات، ما أدى إلى انهيار الجمهورية الرابعة. منذ الحرب العالمية الثانية، تركزت جهود فرنسا نحو الحفاظ على وضعها كقوة عظمى مؤثرة على مجلس الأمن التابع للأمم المتحدة. كما لعبت فرنسا دورًا فعالًا في محاولة توحيد القوات المسلحة الأوروبية للدفاع عن نفسها من أجل تحقيق التوازن مع القوة الروسية وتقليل الاعتماد العسكري الأوروبي على الولايات المتحدة. شهدت الأهداف الفرنسية في هذا العصر تحولات كبيرة، فهي الآن غير مثقلة بالحروب القارية أو التحالفات المعقدة، وتنشر الآن قواتها العسكرية كجزء من عمليات حفظ السلام الدولية، أو قوات الأمن في المستعمرات السابقة، وتحافظ على استعدادها للقتال والحشد للرد على تهديدات الدول المارقة. تعد فرنسا قوة نووية وتمتلك أكبر ترسانة نووية في أوروبا حاليًا، وقد جرت إعادة هيكلة قدراتها تمامًا مثل قواتها التقليدية للتعامل بسرعة مع التهديدات الناشئة.

## فترة البداية
في حوالي عام 390 قبل الميلاد، شق الزعيم الغالي برينوس طريقه عبر جبال الألب، وهزم الرومان في معركة آليا ونهب روما لعدة أشهر. ترك الغزو الغالي روما ضعيفة وشجع العديد من القبائل الإيطالية المهزومة على التمرد. هزمت هذه القبائل واحدة تلو الأخرى على مدار الخمسين عامًا التالية، وأُعيدت تحت السيطرة الرومانية. في هذه الأثناء، استمر الغال في تضييق الخناق على المنطقة حتى عام 345 قبل الميلاد، عندما دخلوا في معاهدة رسمية مع روما. لكن العلاقة بين الرومان والإغريق ظلت عدائية على مدى القرون العديدة القادمة وظل الإغريق يمثلون تهديدًا في إيطاليا.

## فرنسا الثورية
كانت الثورة الفرنسية التي أخلصت للاسم الذي حملته، ثورة في جميع جوانب الحياة الفرنسية والأوروبية تقريبًا. أطلق الأشخاص الذين يبحثون عن الحرية والمساواة والأخوة قوات اجتماعية سياسية، وقد كانوا مدركين بأنه حتى الصراع نفسه لن ينج من هذا الاضطراب. خضعت جيوش القرن الثامن عشر –مع بروتوكولاتها القوية واستراتيجيات تشغيلها الثابتة وجنودها غير المتحمسين وطبقات الضباط الأرستقراطيين– لإعادة تشكيل هائلة الحجم لأن الملكية الفرنسية وطبقة النبلاء أفسحتا المجال للتجمعات الليبرالية المهووسة بالتهديدات الخارجية.  دفعت التحولات الجوهرية التي حدثت في الحرب خلال هذه الفترة، الباحثين إلى تحديد العصر على أنه بداية «الحرب الحديثة».
أقرت الجمعية التشريعية في عام 1791 تشريعات «كتاب التدريب» ونفذت سلسلة من مذاهب المشاة التي أنشأها المنظرون الفرنسيون بسبب هزيمتهم على يد البروسيين في حرب السنوات السبع. طمحت التطورات الجديدة لاستغلال الشجاعة الجوهرية للجندي الفرنسي، الذي جعل منه تفجر القوى الوطنية للثورة أكثر شجاعة. وضعت هذه التغيرات أيضًا آمالًا مهمة على الجندي العادي الذي كان سيكون غير مقبول في أوقات سابقة، وكان من المتوقع أن تستفز القوات الفرنسية العدو وتبقى مخلصة إلى الحد الذي يمنع الجنود من الفرار، وهي إيجابية لم تمتلكها جيوش النظام القديم. بعد إعلان الحرب في عام 1792، دفعت مجموعة كبيرة من الأعداء الذين تجمعوا على الحدود الفرنسية الحكومة في باريس إلى اعتماد تدابير جذرية. أصبح تاريخ 23 أغسطس من عام 1793، يومًا تاريخيًا في التاريخ العسكري، إذ دعا المؤتمر الوطني الفرنسي لما يُعرف «بالتجنيد العفوي العام» أو التجنيد الجماعي، لأول مرة في تاريخ البشرية. بحلول الصيف في العام التالي، جعل التجنيد من نحو 500,000 رجلًا متاحًا للخدمة وبدأت بذلك فرنسا التعامل مع أعدائها الأوروبيين.
أصبحت الجيوش خلال الثورة أكبر حجمًا بشكل ملحوظ من نظيراتها الرومانية المقدسة، وجنبًا إلى جنب مع الحماس الجديد لقواتها، أصبحت الفرص التكتيكية والاستراتيجية أعمق من السابق. بحلول عام 1797، هزم الفرنسيون الائتلاف الأول، واحتلوا البلدان المنخفضة والضفة الغربية في راين وشمال إيطاليا والأهداف التي تحدت سلالتي فالوا وبوربون منذ قرون. شكلت العديد من القوى الأوروبية التي لم تكن راضية بالنتائج تحالفًا ثانيًا، ولكن بحلول عام 1981، تعرض هذا التحالف أيضًا للضرب بشكل حاسم. كانت التغييرات التي جُهزت في صفوف الضباط هي آخر جانب رئيسي من النجاح الفرنسي. تركت الجيوش الأوروبية مناصب قيادة كبيرة لأولئك الذين يمكن الوثوق بهم، أي الارستقراطيين. مع ذلك، فإن الطبيعة المضطربة للثورة الفرنسية مزقت الجيش الفرنسي القديم، مما يعني أن الرجال الجدد كان يتعين عليهم أن يصبحوا ضباطًا وقادة.
إلى جانب فيض من الفرص التكتيكية والاستراتيجية، وضعت الحروب الثورية أيضًا الأساس للنظرية العسكرية الحديثة. استمد الكتاب اللاحقون الذين كتبوا عن «الأمة المسلحة» مصدر إلهامهم من الثورة الفرنسية، التي أدت الظروف الصعبة فيها على ما يبدو إلى تعبئة الأمة الفرنسية بأكملها للحرب ودمجت القومية في نسيج التاريخ العسكري. على الرغم من أن واقع الحرب في فرنسا عام 1795 مختلف عن الواقع في عام 1915، إلا أن مفاهيم الحرب قد تطورت بشكل كبير. حلل كلوسويت ويتز العصور الثورية والنابليونية بشكل صحيح لإعطاء نظرية شاملة وكاملة عن الحرب التي شددت على الصراعات بين الدول التي تحدث في كل مكان، بدءًا من ساحة المعركة ووصولًا إلى الجمعيات التشريعية وحتى الطريقة التي يفكر بها الناس. نشأت الحرب الآن باعتبارها بانوراما شاسعة من القوى البدنية والنفسية المتوجهة إلى النصر أو الهزيمة.

## فرنسا النابليونية
شهدت الحقبة النابليونية وصول النفوذ والقوة الفرنسية إلى مراتب عالية، على الرغم من أن فترة الهيمنة كانت قصيرة نسبيًا. حولت فرنسا خلال القرن والنصف الذي سبق الحقبة الثورية النفوذ الديمغرافي إلى ثقل عسكري وسياسي، ففي سنة 1700 بلغ عدد السكان الفرنسيين نحو 19 مليون نسمة، لكنه ارتفع إلى أكثر من 29 مليون في سنة 1800، أي أكثر بكثير من معظم القوى الأوروبية الأخرى. سمحت هذه الأرقام لفرنسا بزيادة عدد الجيوش بسرعة إذا دعت الحاجة. علاوة على ذلك، فإن الابتكارات العسكرية التي أُجريت خلال الثورة وفترة حكومة القناصل الفرنسية، التي التزمت بالتحسينات في قدرات المدفعية والفرسان على رأس تنظيم أفضل للجيش والموظفين، أعطت الجيش الفرنسي ميزات حاسمة في المراحل الأولية من الحروب النابليونية. هناك عنصر آخر للنجاح تمثل في كون نابليون نفسه شخصًا ذكيًا ومؤثرًا وعبقريًا من الناحية العسكرية، فقد استوعب أحدث النظريات العسكرية في يومه وطبقها في ساحة المعركة مع تأثير مميت.
ورث نابليون جيشًا اعتمد على التجنيد واستخدم جماهير ضخمة من القوات التي دُربت بشكل سيء وهي عادة ما كانت تُستبدل بسهولة. بحلول عام 1805 كان الجيش الفرنسي قوة فتاكة حقًا، مع وجود العديد من قدامى المحاربين في الحروب الثورية الفرنسية. ساعدت سنتان من التدريب المستمر لغزو إنجلترا في بناء جيش مدرب بشكل جيد وذي قيادة جيدة. خدم الحرس الإمبراطوري كمثال لبقية الجيش وتألف من جنود نابليون المختارين بعناية. كانت خسائر نابليون الهائلة التي تكبدها خلال الحملة الروسية الكارثية ستدمر أي قائد محترف في ذلك الوقت، ولكن سرعان ما استبدل هذه الخسائر بخطط عمل جديدة. بعد نابليون، خططت الدول لحصولها على جيوش ضخمة مع قيادة مهنية وإمدادات مستمرة من الجنود الجدد، والذي كان من شأنه أن تسبب بخسائر بشرية ضخمة بفعل تطور الأسلحة مثل البنادق الحديثة التي حلت محل البنادق غير الدقيقة التي استخدمت في وقت نابليون أثناء الحرب الأهلية الأمريكية.
جاء هذا الحجم الكبير بثمن، إذ أن اللوجستيات المستخدمة لإطعام جيش ضخم مثل هذا جعلتهم يعتمدون بشكل خاص على الإمدادات. اعتمدت معظم جيوش اليوم على نظام قوافل الإمداد خلال حرب الثلاثين عامًا من قبل غوستافوس أدولفوس. منع هذا التحرك المحدود، إذ كان على الجنود انتظار القوافل، القوات المتمردة المحتملة من الفرار، وبالتالي ساعد في الحفاظ على رباطة جأش الجيش. مع ذلك، كانت جيوش نابليون كبيرة جدًا لدرجة أن إطعامها باستخدام الطريقة القديمة أثبت عدم فعاليته، وبالتالي فقد سُمح للقوات الفرنسية العيش على خيرات الأرض. بذلك فقد امتلًا الجيش بمفاهيم جديدة للأمة والخدمة. حاول نابليون في كثير من الأحيان شن حملات حاسمة وسريعة ليسمح لرجاله بالعيش على الأرض. استخدم الجيش الفرنسي نظام القوافل، لكنه كان مجهزًا بما يكفي من الغذاء لبضعة أيام، كان من المتوقع أن تزحف قوات نابليون بسرعة، وتؤثر على القرار في ساحة المعركة، ثم تتفرق للحصول على الغذاء. بالنسبة للحملة الروسية، خزن الفرنسيون الطعام على مدار 24 يومًا قبل البدء في عملياتهم النشطة، إلا أن هذه الحملة كانت الاستثناء وليس القاعدة.
شمل أكبر تأثير لنابليون في المجال العسكري سلوك الحرب. ظلت الأسلحة والتكنولوجيا ثابتة إلى حد كبير خلال العصور الثورية والنابليونية، لكن الاستراتيجية التشغيلية في القرن الثامن عشر، خضعت لإعادة هيكلة ضخمة. أصبحت الحصارات نادرة إلى حد يكاد يكون عديم الأهمية، ونشأ تركيز جديد على تدمير جيوش العدو فضلًا عن مناوراتهم، وحدثت غزوات لأراضي العدو على جبهات أوسع، مما أدى إلى توفير عدد كبير من الفرص الاستراتيجية التي جعلت الحروب أكثر تكلفة وبنفس القدر، أكثر حسمًا. تعني هزيمة القوة الأوروبية الآن أكثر من مجرد فقدان الجيوب المعزولة. ربطت المعاهدات القرطاجية القريبة جهودًا وطنية كاملة –اجتماعية وسياسية واقتصادية وعسكرية- في تصادمات هائلة أزعجت بشدة الاتفاقيات الدولية كما كان مفهومًا في ذلك الوقت. زرع النجاح الأولي لنابليون البذور التي تسببت في سقوطه. لم تكن هناك دول كثيرة معتادة على هذه الهزائم الكارثية في نظام القوى الصلب في أوروبا خلال القرن الثامن عشر، فوجدت أن وجودها تحت سيطرة فرنسا هو أمر صعب، مما أثار الثورات والحروب وعدم الاستقرار حتى عام 1815، عندما انتصرت قوات رد الفعل في معركة واترلو.